# Apostel Petrus und das letzte Abendmahl
Apostel Petrus und das letzte Abendmahl ist ein Historienfilm aus dem Jahr 2012, der die Reflexion Petri während der letzten Gefangenschaft im römischen Carcer Tullianus auf seine Zeit mit Jesus und seinen Gefährten darstellt.

## Handlung
Carcer Tullianus in Rom, drei Tage vor der Kreuzigung des ersten Bischofs von Rom im Jahre 67 nach Christus. Der Fischer Simon Petrus, einer der ersten Juden, die Jesus von Nazaret in seine Nachfolge berief, Sprecher der Jünger bzw. Apostel, erster Bekenner, aber auch Verleugner Jesu Christi, zweiter männlicher Augenzeuge des Auferstandenen (Joh 20,3-6 ), einer der Leiter („Säulen“) der Jerusalemer Urgemeinde und schließlich erster Bischof von Rom, er wartet hier im Mamertinischen Kerker auf seine grausame Hinrichtung wegen Volksverhetzung gegen das Imperium.
Sein Kerkermeister Martinian begreift, dass er einen sehr prominenten Christen bewacht und wagt nach einigem Zögern das Gespräch mit ihm. Der andere, rüpelhafte Wächter Processus erfährt vom verbotenen Gespräch und Martinian droht die Meldung des Verstoßes. Processus aber entscheidet schließlich im eigenen Interesse zu schweigen und weitere Gespräche zuzulassen. Ein fesselnder Dialog entsteht, bei dem Petrus im Angesicht seines Todes die Zeit mit Jesus und den Aposteln reflektiert.